# Ethlyne Clair
Née Ethlyne Williamson, Ethlyne Clair (23 novembre 1904 - 27 février 1996) fut une actrice américaine.

## Carrière
Ancienne étudiante new-yorkaise qui avait fait des concours de beauté pour plaire à sa mère, ce qui lui permit de gagner un essai à l'écran, Ethlyne Clair tourna principalement des films muets, dont plusieurs westerns: trois avec Hoot Gibson, qui fut son acteur préféré, et deux avec Tom Tyler. Elle joua aussi dans des comédies et des serials.
Elle avait fait ses débuts au cinéma dans une série de comédies, The Newlyweds and Their Baby, adaptée d'une bande dessinée parue dans un journal, puis deux serials (The Vanishing Rider en 1928 et Queen of the Northwoods en 1929) accrurent sa popularité.
Elle fut l'une des WAMPAS Baby Stars de 1929.

## Vie personnelle
Ethlyne Clair eut trois maris : 
- Richard Lansdale Hanshaw, agent et producteur. Selon elle, il la força à l'épouser à Mexico sous la menace d'une arme[2].
- Ern Westmore, maquilleur de cinéma. Leur mariage fut le théâtre d'un scandale qui fit la une de la presse américaine[2].
- Merle Arthur Frost Jr, vendeur de voitures. Leur mariage dura une trentaine d'années[2].

## Filmographie partielle
- 1924 : Sandra d'Arthur H. Sawyer
- 1925 : Le Lit d'or[5]
- 1925 : Chickie[6]
- 1926 : The Newlyweds' Quarantine[7]
- 1928 : The Vanishing Rider[8]
- 1928 : Hey Rube! de George B. Seitz
- 1929 : Queen of the Northwoods[9]